# Памятник Я. М. Свердлову (Орёл)
Памятник Я. М. Свердлову — памятник российскому политическому и государственному деятелю, революционеру, большевику, председателю ВЦИК Якову Михайловичу Свердлову.

## Описание
Возвращаясь из Харькова, где Я. М. Свердлов выступал с речью на III Всеукраинском съезде Советов рабочих, крестьянских и красноармейских депутатов, в Москву, 7 марта 1919 года он сделал остановку в Орле и выступил перед бастующими орловскими железнодорожниками. В память об этом выступлении 17 апреля 1967 года у административного здания локомотивного депо был установлен мраморный бюст Я. М. Свердлова на постаменте из мраморной крошки. Автор памятника скульптор Б. Д. Бологов.